# Simona Krupeckaitė
Simona Krupeckaitė (Utena, 13 december 1982) is een Litouwse baanwielrenster. Krupeckaitė nam deel aan de Olympische Zomerspelen van 2004, 2008, 2012 en 2016. Ze won tijdens deze spelen geen medaille. In 2009 won Krupeckaitė de wereldtitel op de 500 meter tijdrit, in
2010 won ze de wereldtitel op de keirin.

## Belangrijkste resultaten
| Jaar | EK                                  | WK                                  | Overige |
| ---- | ----------------------------------- | ----------------------------------- | --- |
| 2003 | 500m (onder 23) · sprint (onder 23) |                                     | |
| 2004 |                                     | 500m                                | |
| 2005 |                                     |                                     | WB Moskou: 500m |
| 2006 |                                     |                                     | WB Moskou: 500m, sprint · WB Sydney: 500m                                                                                                   |
| 2007 |                                     |                                     | WB Peking: 500m |
| 2008 |                                     | 500m · sprint                       | WB Los Angeles: 500m · WB Cali: , sprint 500m, keirin, teamsprint                                                                           |
| 2009 |                                     | 500m · sprint · teamsprint          | WB Peking: sprint, 500m, keirin, teamsprint · WB Manchester: keirin, sprint · WB Cali: sprint, 500m, teamsprint · Wereldrecord 500m tijdrit |
| 2010 | keirin · sprint                     | keirin · 500m · sprint · teamsprint | |
| 2011 |                                     | sprint                              | WB Peking: sprint, teamsprint · WB Cali: keirin                                                                                             |
| 2012 | keirin · teamsprint · sprint        | sprint                              | WB Peking: sprint, keirin, teamsprint |
| 2013 |                                     |                                     | |
| 2014 |                                     |                                     | |
| 2015 |                                     |                                     | WB Cambridge: sprint |
| 2016 | sprint · keirin · teamsprint        |                                     | WB Hongkong: keirin · WB Glasgow: sprint, keirin                                                                                            |
| 2017 | keirin                              |                                     | |
| 2018 |                                     | keirin                              | WB Minsk: sprint, teamsprint |
| 2019 |                                     |                                     | WB Hongkong: sprint, teamsprint · Europese Spelen: keirin, teamsprint                                                                       |

- Virtual International Authority File: 9545154260587324480008